# Hermann Theodor Breithaupt
Hermann Theodor Breithaupt (* 27. April 1820 in Freiberg; † 21. September 1885 ebenda) war ein deutscher Geologe, Ingenieur und Patriot.
Der Sohn des Akademieinspektors und Professors an der Bergakademie Freiberg August Breithaupt und dessen Frau Agnes Ulrike, der Schwester des Metallurgen Kurt Alexander Winkler, war nach dem Besuch der Rochlitzer-Schule und des Gymnasiums von 1838 bis 1840 an der Bergakademie Freiberg immatrikuliert, wo er sich dem Corps Montania und dem Corps Franconia anschloss. Nach Schichtmeistertätigkeiten im Freiberger Bergbau erhielt Breithaupt seine Berufung an das hiesige Bergamt. 1843 sah der Techniker Breithaupt seine neue Aufgabe im entstehenden Eisenbahnwesen und wirkte als Vermessungsingenieur an der Errichtung der Eisenbahnstrecke von Werdau nach Crimmitschau mit. Nach der Fertigstellung der Bahn erhielt Breithaupt eine Anstellung als technischer Stadtrat in Zwickau. 1847 heiratete Breithaupt die Freiberger Kaufmannstochter Clementine Braun.
Breithaupt war ein leidenschaftlicher Patriot und Anhänger der Vormärzbewegung. Als Redner trat er auf zahlreichen Veranstaltungen für die Schaffung eines einheitlichen deutschen Staates auf. 1848 zählte er zu den führenden Persönlichkeiten der Märzrevolution in Sachsen. Wegen seines Aufrufes und der Beteiligung an den Kämpfen der Burschenschaft Alemannia, mit der er sehr verbunden war, während des Dresdner Maiaufstandes von 1849 wurde Breithaupt, wie auch Friedrich Wilhelm Gottschalk und Gustav Anton Zeuner, der Prozess gemacht. Die gegen ihn ausgesprochene Strafe wegen versuchter Verleitung zum Hochverrat wurde auf 20 Jahre Zuchthaus ersten Grades festgesetzt und durch einen Gnadenerlass Friedrich Augusts II. auf eine Zuchthausstrafe zweiten Grades gemildert.
Nachdem Breithaupt gemeinsam mit Mördern im Zuchthaus Waldheim zum Kämmen von Wolle herangezogen worden war, konnte durch Proteste namhafter Persönlichkeiten die Halbierung des Strafmaßes und die Gestattung einer Tätigkeit als Schriftsteller erreicht werden. In dieser Zeit wirkte er an der Neuauflage von Johann Gottfried Flügels Vollständigem englisch-deutschen und deutsch-englischen Wörterbuch und mehreren wissenschaftlichen Publikationen mit.
Schließlich erreichte sein Vater durch den Einsatz des belgischen Königs Leopold I., des Prinzgemahls Albert und des Fürsten Heinrich XX. von Reuß-Greiz einen vollständigen Freispruch.

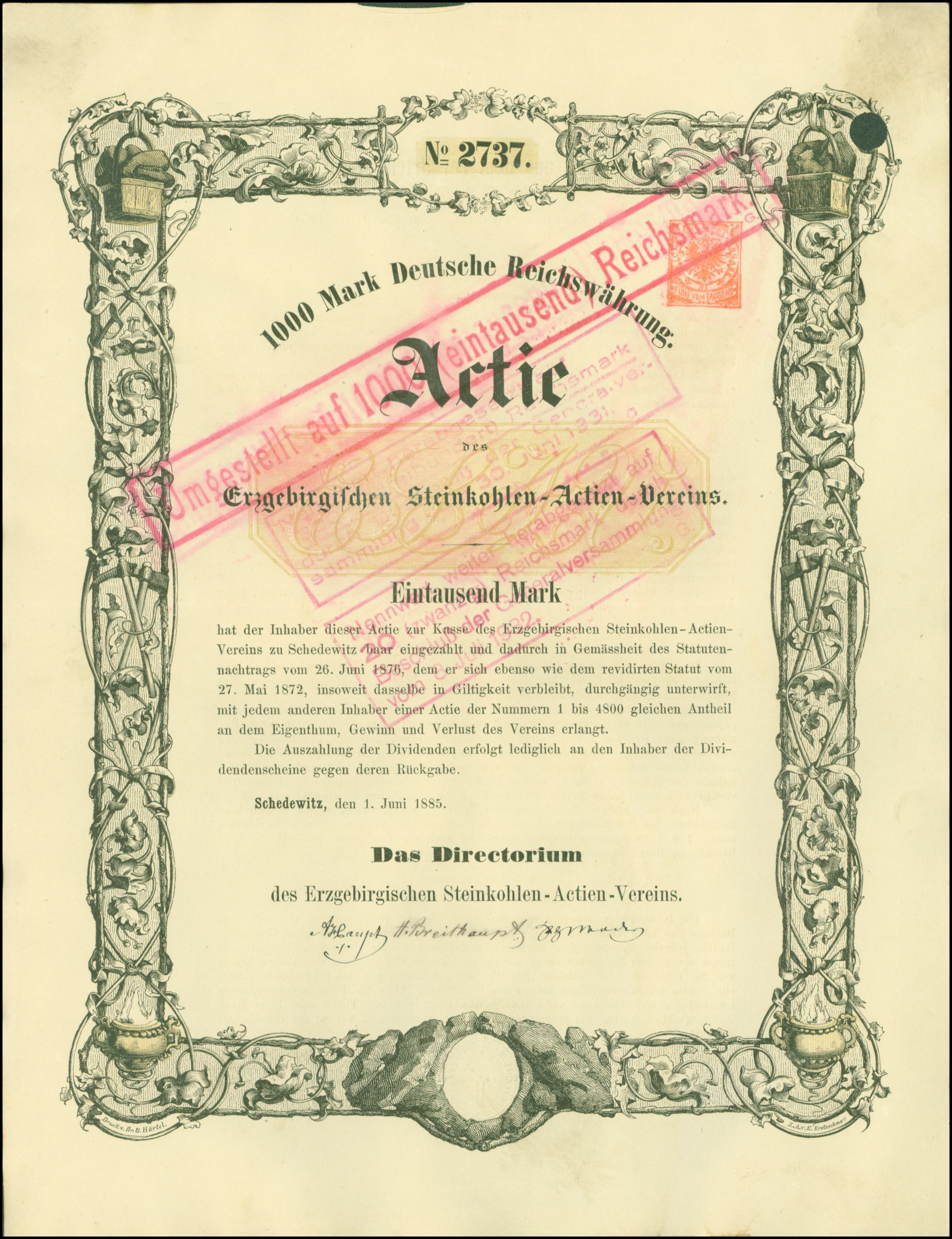
Aktie über 1000 Mark des Erzgebirgischen Steinkohlen-Actien-Vereins vom 1. Juni 1885 mit Unterschrift von Breithaupt

Für den ehemaligen Märzrevolutionär Breithaupt war jedoch in Sachsen keine berufliche Perspektive gegeben. Auch seine Anstellung als Leiter eines Silberbergwerkes im badischen Schapbach war nur von kurzer Dauer und er wurde des Landes verwiesen. Breithaupt, der kurz vor seiner Auswanderung nach Amerika stand, folgte einem Angebot zur Übernahme der Leitung mehrerer Bergwerke in der  Sierra Almagrera. Beim Ausbruch der Choleraepidemie in der andalusischen Provinz Almería erkrankte er 1855 und verlor seine Frau. Wegen dieses Verlustes verließ er Spanien nach seiner Genesung im Jahre 1856 und kehrte in seine Heimatstadt zurück. Im selben Jahre folgte Breithaupt einem Ruf des serbischen Fürsten Alexander I. zur Neuordnung des Bergbaus in Serbien. Seit 1857 lebte er in zweiter Ehe mit Ida Becker, einer Apothekerstochter aus dem schweizerischen Schöftland. In der Zeit, in der Breithaupt die oberste Aufsicht über das serbische Bergwesen ausübte, konnte er dem Bergbau zu einem Aufschwung verhelfen. Jedoch wurde das Land bald von politischen Missständen beherrscht und Breithaupt hatte, anstatt sich seiner eigentlichen Aufgabe widmen zu können, mehr mit persönlichen Anfeindungen, Neid, Vetternwirtschaft und anderen Hindernissen zu kämpfen.
Aus diesem Grunde fiel es ihm 1860 nicht schwer, eine Stelle als Leiter mehrerer Gruben und Hütten in San Javier bei Murcia anzunehmen. Nach 6-jähriger Tätigkeit wechselte Breithaupt in den Norden Portugals, wo er den Aufbau eines Bergwerkes leitete und das Unternehmen zu großen Erfolg führte.
Die Reichseinigung von 1871 bewog ihn zu einer Rückkehr nach Deutschland, da er nun seinem Traum eines einigen Vaterlandes verwirklicht sah. Er engagierte sich in seiner Heimatstadt Freiberg vielfältig, war Stadtverordneter, Friedensrichter und Vorsteher des Gewerbevereins. In dem von seinem Vater gegründeten Erzgebirgischen Steinkohlen-Aktien-Verein wurde Breithaupt zum Mitglied des Direktoriums berufen.
Der Entdecker des Germaniums, Clemens Winkler, war sein Cousin.